# Sennariolo
Sennariolo è un comune italiano di 154 abitanti della provincia di Oristano in Sardegna.
È uno dei comuni più piccoli della Sardegna in assoluto e si trova nel versante occidentale del Montiferru al confine con la zona storico-geografica della Planargia.

## Geografia fisica

### Territorio

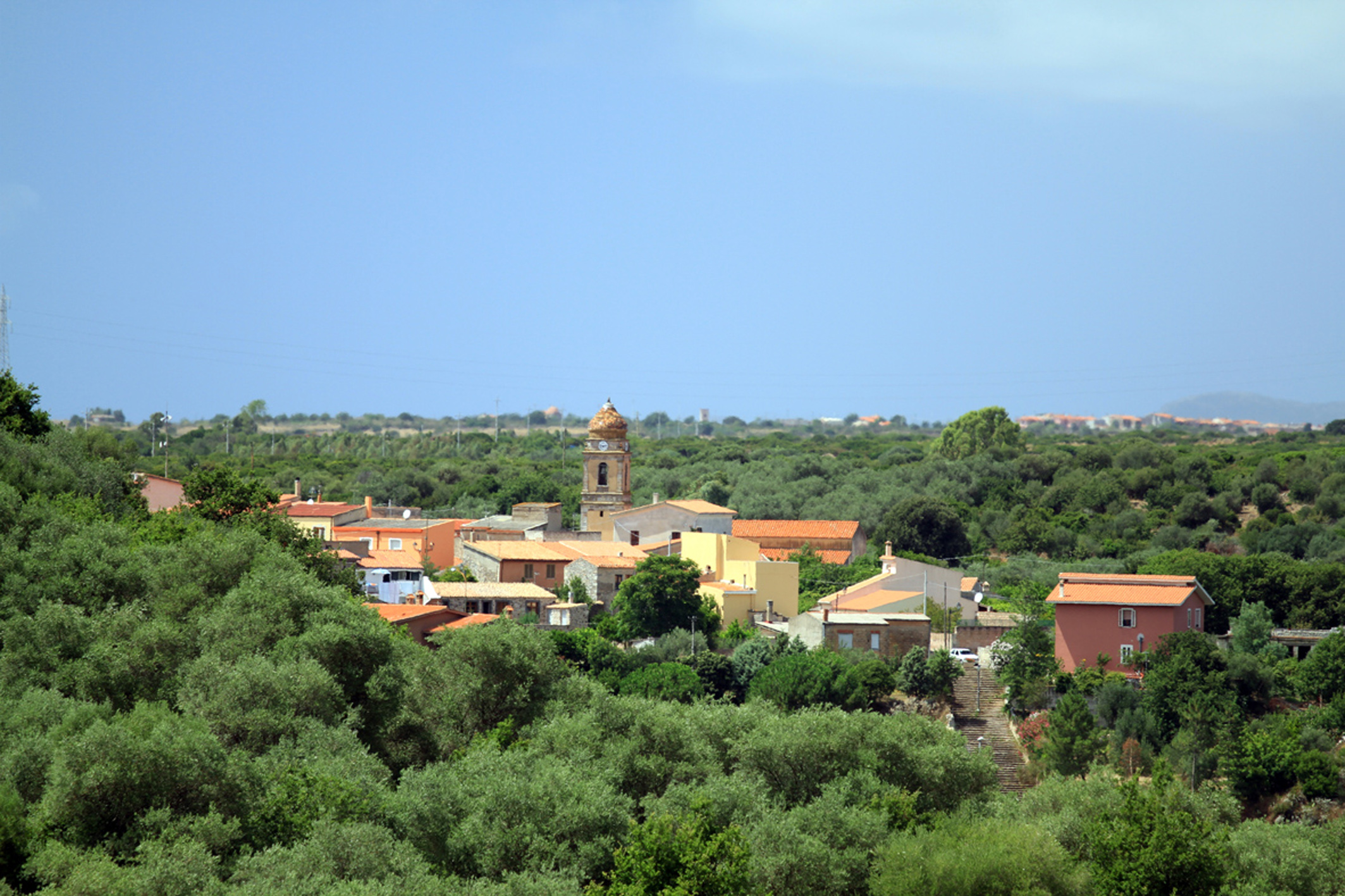

La felice posizione geografica del piccolo centro, tra due fiumi (Riu Mannu e Riu di Marale o Marafè, in sardo Malafau) e pianeggiante, ne ha favorito il popolamento fin dai tempi più remoti, come testimoniano la presenza di alcune domus de janas.

## Origini del nome
Il nome " Sennariolo " deriverebbe dal toponimo s'ena de su riu che significa letteralmente " vena del fiume " (rivo) , a testimonianza di un'antica sorgiva all'interno dell'attuale centro abitato che faceva da affluente su un rio principale. All'interno del territorio comunale si può inoltre ammirare la "Funtana Ezza" (fontana vecchia in italiano), antica sorgente del comune.

## Storia
L'area fu abitata già in epoca prenuragica e nuragica, per la presenza sul territorio di alcune domus de janas e di alcuni nuraghi.
Nel medioevo appartenne al Giudicato di Torres e fece parte della curatoria di Montiferru.
Alla caduta del giudicato (1259) passò sotto il dominio del Giudicato di Arborea, finché dopo la guerra sardo-catalana, passò sotto il dominio aragonese, divenendo un feudo. Nel 1417 venne incorporato nella baronia del Montiferru, feudo inizialmente dei Zatrillas.
Nel 1839, con la soppressione del sistema feudale, venne riscattato agli Amat di San Filippo, ultimi feudatari.

### Simboli
Lo stemma e il gonfalone del comune di Sennariolo sono stati concessi con decreto del presidente della Repubblica del 14 febbraio 2008.
Il gonfalone è un drappo di giallo.

## Monumenti e luoghi d'interesse

### Architetture religiose

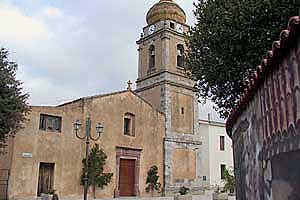
Chiesa di Sant'Andrea Apostolo

- Chiesa parrocchiale di Sant'Andrea Apostolo.
- Chiesa di Santa Vittoria, a circa 5 km in direzione ovest, in cima alla collina omonima. La chiesa è stata edificata in tempi antichi e dedicata a Santa Vittoria proprio per la vittoria degli abitanti locali sui mori invasori.
- Chiesa di San Quirico (Santu Chirigheddu).

### Siti archeologici
Nell'area del comune si trovano numerosi nuraghi: Fròmigas, Murgu, S'Ena e Tìana, e soprattutto Liortìnas, davvero imponente, a guardia della confluenza tra il Rio Piraura e il Rio Mannu; non mancano inoltre delle tombe dei giganti.

## Società

### Evoluzione demografica
Abitanti censiti

### Etnie e minoranze straniere
Secondo i dati ISTAT al 31 dicembre 2010 la popolazione straniera residente era di 5 persone. Le nazionalità maggiormente rappresentate in base alla loro percentuale sul totale della popolazione residente erano:
- Romania 3 1,60%

### Lingue e dialetti
La variante del sardo parlata a Sennariolo è quella logudorese centrale o comune.

## Economia
Il centro è rinomato per la produzione di olio d'oliva e miele di qualità.

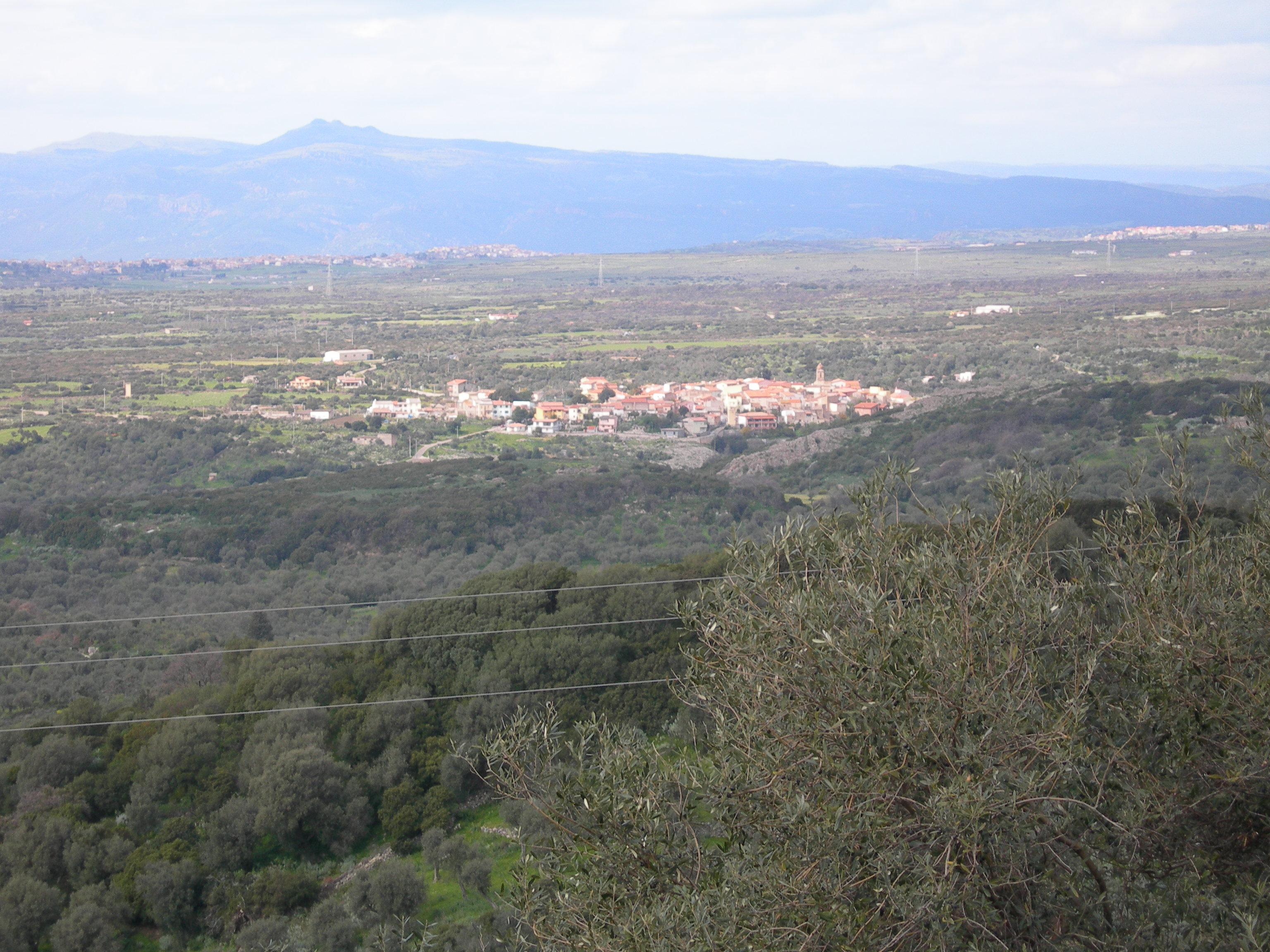
Sennariolo visto da Cuglieri

## Amministrazione
| Periodo         | Periodo         | Primo cittadino    | Partito                                    | Carica  | Note |
| --------------- | --------------- | ------------------ | ------------------------------------------ | ------- | ---- |
| 31 maggio 2015  | 26 ottobre 2020 | Gianbattista Ledda | Lista civica "De Sinnariolo po Sinnariolo" | Sindaco |      |
| 26 ottobre 2020 | in carica       | Gianbattista Ledda | Lista civica "De Sinnariolo po Sinnariolo" | Sindaco |      |